# Carl Johansson (fotbollsspelare född 1994)
Carl Anders Lorentz Johansson, född 23 maj 1994 i Höör, är en svensk fotbollsspelare som spelar för Holstein Kiel i 2. Bundesliga.

## Klubbkarriär
Johansson började spela fotboll i Höörs IS som femåring. Som femtonåring fick han provspela med Helsingborgs IF:s P15-lag, vilket resulterade i att han erbjöds ett ungdomskontrakt. Han spelade som innermittfältare men blev omskolad till mittback i HIF:s ungdomslag.
Under 2013 fick Johansson spela i HIF:s farmarklubb HIF Akademi i division 2. Efter ett halvår flyttades han upp i A-truppen där det blev en match från start samt två inhopp under hösten i Allsvenskan 2013.
I november 2018 värvades Johansson av Falkenbergs FF, där han skrev på ett tvåårskontrakt. Den 15 december 2020 värvades Johansson av IFK Göteborg, där han skrev på ett treårskontrakt. Den 31 januari 2023 lånades Johansson ut till danska Randers på ett låneavtal fram till sommaren.
I maj 2023 värvades Johansson av tyska Holstein Kiel, där han skrev på ett treårskontrakt.

## Landslagskarriär
Johansson landslagsdebuterade den 9 oktober 2013 för Sveriges U19-landslag i en match mot Finland som Sverige vann med 2–1. Den 5 juni 2014 gjorde han sin debut i U21-landslaget i en match mot Island. Sverige vann matchen med 2–0 och Johansson blev inbytt i den 86:e minuten mot Joseph Baffo.